# Agnese d'Assia-Kassel
Agnese d'Assia-Kassel (Kassel, 14 maggio 1606 – Dessau, 28 maggio 1650) fu una principessa d'Assia-Kassel ed una principessa consorte di Anhalt-Dessau.

## Biografia
Agnese era figlia del langravio Maurizio d'Assia-Kassel (1572–1632) e della sua seconda moglie Giuliana (1587–1643), figlia del conte Giovanni VII di Nassau-Dillenburg. Allevata insieme ai suoi fratelli e sorelle, Agnese parlava sei lingue e componeva musica.
A Dessau, il 18 maggio 1623, sposò il principe Giovanni Casimiro di Anhalt-Dessau (1596–1660). Riuscì con le parole e con accordi scritti con i generali ad evitare eccessive devastazioni nel paese durante la guerra dei trent'anni. Venne ritenuta una prudente governante ed una matematica. Nel 1645 costruì a Nischwitz un palazzo fortificato, da cui in seguito si sviluppò il castello di Oranienbaum.

## Figli
- Giovanni Giorgio
- Luisa, sposò nel 1648 Cristiano, duca di Pomerania.

## Ascendenza
|                               |                                  |                                   | Genitori                       |  |  | Nonni |  |  | Bisnonni          |  |  | Trisnonni            |  |
|                               |                                  |                                   |                                |  |  |       |  |  | Filippo I d'Assia |  |  | Guglielmo II d'Assia |  |
|                               |                                  |                                   |                                |  |  |       |  |  | Filippo I d'Assia |  |  | Guglielmo II d'Assia |  |
|                               |                                  | Anna di Meclemburgo-Schwerin      |                                |  |  |       |  |  | Filippo I d'Assia |  |  |                      |  |
| Guglielmo IV d'Assia-Kassel   |                                  |                                   |                                |  |  |       |  |  | Filippo I d'Assia |  |  |                      |  |
|                               |                                  | Cristina di Sassonia              | Giorgio di Sassonia            |  |  |       |  |  |                   |  |  |                      |  |
|                               |                                  | Cristina di Sassonia              | Giorgio di Sassonia            |  |  |       |  |  |                   |  |  |                      |  |
|                               |                                  | Cristina di Sassonia              | Barbara Jagellona              |  |  |       |  |  |                   |  |  |                      |  |
| Maurizio d'Assia-Kassel       |                                  | Cristina di Sassonia              |                                |  |  |       |  |  |                   |  |  |                      |  |
|                               |                                  | Cristoforo di Württemberg         | Ulrico di Württemberg          |  |  |       |  |  |                   |  |  |                      |  |
|                               |                                  | Cristoforo di Württemberg         | Ulrico di Württemberg          |  |  |       |  |  |                   |  |  |                      |  |
|                               |                                  | Cristoforo di Württemberg         | Sabina di Baviera              |  |  |       |  |  |                   |  |  |                      |  |
| Sabina di Württemberg         |                                  | Cristoforo di Württemberg         |                                |  |  |       |  |  |                   |  |  |                      |  |
|                               |                                  | Anna Maria di Brandeburgo-Ansbach | Giorgio di Brandeburgo-Ansbach |  |  |       |  |  |                   |  |  |                      |  |
|                               |                                  | Anna Maria di Brandeburgo-Ansbach | Giorgio di Brandeburgo-Ansbach |  |  |       |  |  |                   |  |  |                      |  |
|                               |                                  | Anna Maria di Brandeburgo-Ansbach | Edvige di Münsterberg-Oels     |  |  |       |  |  |                   |  |  |                      |  |
| Agnese d'Assia-Kassel         |                                  | Anna Maria di Brandeburgo-Ansbach |                                |  |  |       |  |  |                   |  |  |                      |  |
|                               | Giovanni VI di Nassau-Dillenburg | Guglielmo I di Nassau-Dillenburg  |                                |  |  |       |  |  |                   |  |  |                      |  |
|                               | Giovanni VI di Nassau-Dillenburg | Guglielmo I di Nassau-Dillenburg  |                                |  |  |       |  |  |                   |  |  |                      |  |
|                               | Giovanni VI di Nassau-Dillenburg | Giuliana di Solberg-Wernigerode   |                                |  |  |       |  |  |                   |  |  |                      |  |
| Giovanni VII di Nassau-Siegen | Giovanni VI di Nassau-Dillenburg |                                   |                                |  |  |       |  |  |                   |  |  |                      |  |
|                               |                                  | Elisabetta di Leuchtenberg        | …                              |  |  |       |  |  |                   |  |  |                      |  |
|                               |                                  | Elisabetta di Leuchtenberg        | …                              |  |  |       |  |  |                   |  |  |                      |  |
|                               |                                  | Elisabetta di Leuchtenberg        | …                              |  |  |       |  |  |                   |  |  |                      |  |
| Giuliana di Nassau-Dillenburg |                                  | Elisabetta di Leuchtenberg        |                                |  |  |       |  |  |                   |  |  |                      |  |
|                               |                                  | Filippo IV di Waldeck             | Enrico VIII di Waldeck         |  |  |       |  |  |                   |  |  |                      |  |
|                               |                                  | Filippo IV di Waldeck             | Enrico VIII di Waldeck         |  |  |       |  |  |                   |  |  |                      |  |
|                               |                                  | Filippo IV di Waldeck             | Giovanna di Nassau-Dillenburg  |  |  |       |  |  |                   |  |  |                      |  |
| Maddalena di Waldeck          |                                  | Filippo IV di Waldeck             |                                |  |  |       |  |  |                   |  |  |                      |  |
|                               |                                  | Jutta di Isenburg                 | …                              |  |  |       |  |  |                   |  |  |                      |  |
|                               |                                  | Jutta di Isenburg                 | …                              |  |  |       |  |  |                   |  |  |                      |  |
|                               |                                  | Jutta di Isenburg                 | …                              |  |  |       |  |  |                   |  |  |                      |  |
|                               |                                  | Jutta di Isenburg                 |                                |  |  |       |  |  |                   |  |  |                      |  |